# Dolmens de Saint-Sébastien
Les dolmens de Saint-Sébastien sont deux dolmens situés sur une ligne de crête séparant les communes du Plan-de-la-Tour et de Sainte-Maxime, dans le département du Var en France.
Ces deux dolmens ont été découverts en 1970 et 1971 à la suite d'un incendie. Ils se caractérisent par une architecture très similaire et se rattachent au groupe des dolmens à couloir et à chambre carrée de Provence orientale. Dans les deux édifices, les couloirs sont courts et débouchent sur la périphérie du tumulus, caractéristique fréquente dans le Languedoc mais exceptionnelle pour ce type de petits dolmens provençaux. Les deux dolmens ont été fouillés par Gérard Sauzade, Jean Courtin et Gabriel Chabaud. Le dolmen no 2 a livré un riche mobilier funéraire.

## Dolmenno1

### Architecture
Le tumulus est de forme ovale (9,20 m de long, 6,90 m de large, 0,70 m de haut), le plus grand diamètre étant orienté nord-sud. Il est constitué de gros blocs, sans structure interne spécifique. Il n'a pas été fouillé. La chambre sépulcrale, de forme rectangulaire, est délimitée par sept orthostates complétées par des murets en pierres sèches. Le côté nord comporte deux dalles, dont l'une aux formes très régulières, a sans doute été retaillée. Le chevet est lui aussi composé de deux dalles, «ce qui est rare». Le côté sud est constitué d'une seule orthostate incurvée. L'entrée, à l'ouest, est délimitée par deux piliers légèrement inclinés vers l'intérieur de la chambre.
Une dalle dressée sur chant (1 m de long, 0,60 m de large, 0,20 m d'épaisseur) était disposée en diagonale à l'intérieur de la chambre. Elle a sans doute été dressée volontairement dans l'intention de séparer des dépôts funéraires. Son orientation a pu être modifiée par les racines de la végétation qui s'est développée ultérieurement dans la chambre. Le couloir mesure 1,50 m de long sur 0,80 m de large. «Il avait été fermé intentionnellement avec des blocs de grosseur très inégale, disposés sans ordre apparent».

### Vestiges osseux et mobilier funéraire
La faible épaisseur des couches archéologiques indique que le dolmen ne fut pas utilisé sur une longue période, mais il le fut à deux périodes distinctes. La fouille a ainsi révélé une première couche archéologique comportant des fragments d’ossements humains brûlés, des tessons d'un gobelet campaniforme et d'un vase globuleux. Une seconde couche, localisée dans une dépression du sol, comportait des fragments d’ossements humains et des tessons de céramiques non décorées dont une écuelle carénée et un fond de vase aplati.
Le matériel funéraire retrouvé ne comporte qu'un seul objet lithique (un pic en quartz) et quelques éléments de parure (4 petites perles discoïdes). Il semble qu'aucun des vases n'ait été déposé entier et complet. Le gobelet campaniforme a pu être reconstitué avec une quarantaine de fragments. Il était orné d'un décor à trois bandes horizontales. Les bandes supérieures et inférieures sont identiques, elles comportent des séries de motifs (hachures, triangles) superposés séparés par des bandes circulaires. La bande centrale est beaucoup plus originale puisque composée de panneaux formés «de motifs différents disposés en métopes».

## Dolmenno2

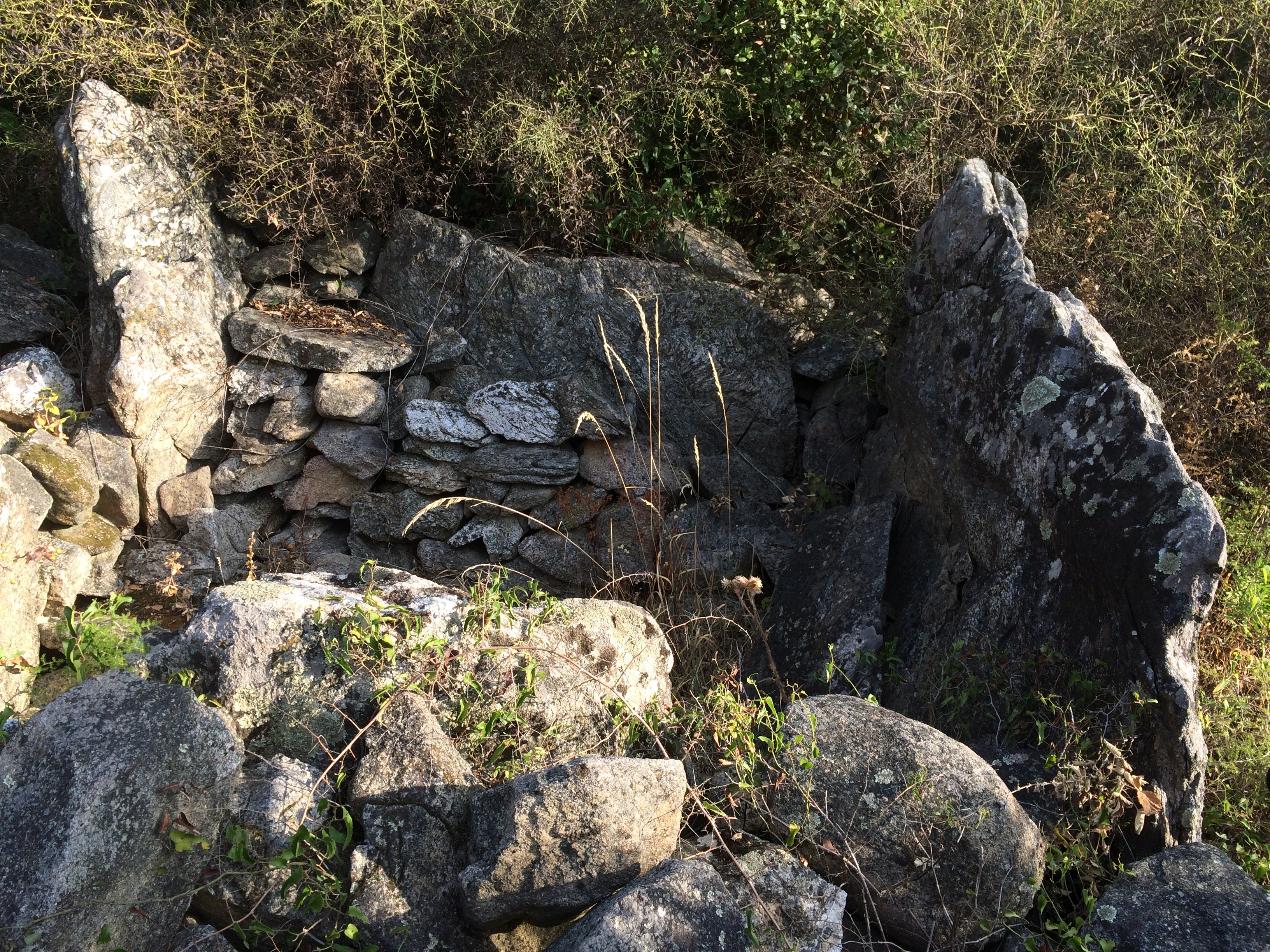
Dolmen no 2

### Architecture
Les dalles de gneiss œillés (embréchites) utilisées pour l'édification du monument ont été prises dans l'environnement immédiat du site. Le dolmen est orienté selon un axe est-ouest quasi parfait (azimut 260°). Le tumulus, de forme légèrement ovale (8 m par 7 m), est constitué de blocs irréguliers pour une hauteur maximale au nord de 1,10 m.
La chambre s’y insère de manière légèrement excentrée au sud. Elle est de forme carrée (2 m de côté pour 1,20 m de hauteur), délimitée par cinq orthostates (dont une longue dalle de chevet) et quatre murets en pierres sèches : sur les côtés nord et sud, la dalle est placée au centre, entourée par un muret de part et d'autre. Les deux dernières dalles servent de piliers marquant l'entrée de la chambre d'où part un court couloir (1,50 m de long sur 1 m de large).
Une belle dalle (1,30 m de long sur 1,30 m de large et 0,25 m d'épaisseur) était maintenue en position inclinée à l'intérieur de la chambre côté sud. De par ses dimensions, il ne peut s'agir d'un élément de couverture, quant au calage en position inclinée il résulte d'une action volontaire. En conséquence, il est probable qu'il s'agisse d'une sorte de coffre dans lequel les bâtisseurs ont voulu isoler une partie des dépôts funéraires.

### Vestiges osseux et mobilier funéraire
La fouille n'a révélé qu'un seul niveau archéologique sous empierrement. Tous les ossements humains étaient brûlés mais comme aucune trace de feu n'était visible dans le dolmen lui-même, il en a été déduit que les corps avaient été préalablement incinérés en dehors de la sépulture avec une partie du mobilier funéraire, puis, les restes furent déposés dans la chambre sépulcrale. Ce mode opératoire ne permet aucune étude anthropologique classique. De même, une estimation « du décompte des individus n'a pu se faire à l'aide des dents dont il ne reste quasiment rien ».
De nombreux tessons de céramique, appartenant à au moins quinze vases différents ont été découverts dans la chambre, dont ceux d'une coupe polypode à socle, d'un bol non décoré de forme conique et d'un vase à cordon. Le mobilier céramique comportait aussi deux boudins d'argile cuite dont la cuisson résulte de leur dépôt sur le bûcher funéraire.
Le mobilier lithique se compose de plusieurs armatures de lèches en obsidienne et d'une très belle série d'armatures de flèches (25) en silex de types foliacés, losangiques et triangulaires, soit l'« un des ensembles les plus remarquables découverts à ce jour dans une tombe provençale ».
Les éléments de parure sont représentés principalement par un très grand nombre (3900) de perles discoïdes en stéatite de différentes couleurs (vert foncé, blanchâtre...) d'un diamètre compris entre 3 mm et 4 mm voire inférieur à 2 mm. Une très forte concentration de ces perles a été retrouvée dans l'espace délimité entre le mur sud de la chambre et la dalle inclinée intérieure. A cet ensemble, s'ajoutent d'autres perles (olivaires, rondes, en tonnelet) en roche beige, quartz et stéatite, trois pendeloques (deux en os et une en quartz hyalin) ainsi qu'un fragment d’anneau (en schiste ?) et une perle en cuivre.
Le dolmen aurait été utilisé dans un premier temps au Chalcolithique ancien, puis dans un second temps (Chalcolithique récent), la dalle incliné aurait été mise en place afin d'isoler les anciens dépôts des nouveaux. Le tout fut scellé par un empierrement volontaire.